# Stagno Lombardo
Stagno Lombardo – miejscowość i gmina we Włoszech, w regionie Lombardia, w prowincji Cremona.
Według danych na rok 2004 gminę zamieszkiwało 1457 osób, 37,4 os./km².